# Útok na nádraží v Čaplyne
Útok na nádraží v Čaplyne v Dněpropetrovské oblasti Ukrajiny provedly Ozbrojené síly Ruské federace 24. srpna 2022, na ukrajinský Den nezávislosti. Zahynulo při něm nejméně 25 osob a okolo 50 utrpělo zranění.

## Útok
Ruská vojska odpálila rakety na železniční stanici 24. srpna 2022.
Bezpostředně při útoku zahynulo 15 lidí a asi 50 dalších bylo zraněno. Počet mrtvých posléze vzrostl na 25. Z nich 5 uhořelo zaživa ve svém voze. Poškozena byla také vlaková souprava.
Jedna z raket zasáhla soukromý dům a zasypala troskami ženu a dvě děti ve věku 13 a 11 let. Místním obyvatelům se z trosek podařilo vytáhnout ženu a třináctiletého chlapce živé. Poté, když na místo dorazili záchranáři, vytáhli z trosek již mrtvého jedenáctiletého chlapce.

## Reakce
Ukrajinský prezident Volodymyr Zelenskyj během svého projevu v OSN řekl: „Čtyři osobní vozy hoří. V tuto chvíli zemřelo nejméně 15 lidí a asi 50 je raněno. Záchranáři pracují. Počet obětí se však bohužel může zvýšit. Takto žijeme každý den. Takto se Rusko připravovalo na toto zasedání Rady bezpečnosti OSN.“
Rusko 25. srpna prohlásilo, že zabilo 200 ukrajinských vojáků přepravovaných vlakem, což Ukrajina dementovala a potvrdila smrt 25 civilistů.